# Metopius oharai
Metopius oharai là một loài tò vò trong họ Ichneumonidae.